# The Dark Hours
The Dark Hours (englisch für „Die dunklen Stunden“) ist ein Horror-Thriller von Paul Fox aus dem Jahr 2005.

## Handlung
Die Psychiaterin Dr. Samantha Goodman ist spezialisiert auf gefährliche Soziopathen und Sexualtriebtäter. Nach der Besprechung eines Entlassungsgesuchs eines ihrer Patienten, in dem ihr Verurteilendes Verhalten dargestellt wird, erfährt man, dass sie selbst unter einem irreparablen Hirntumor leidet.
Sie nimmt sich das Wochenende frei und überrascht ihren Mann und ihre Schwester mit einem Besuch in ihrer Berghütte. Kaum angekommen klopft ein junger Mann an, der von Freunden versetzt wurde.
Als er den Hund der Familie erschießt geraten die drei in Panik, doch als Harlan Pyne, ein ehemaliger Patient von Dr. Goodman auftaucht beginnt eine Therapie der anderen Art.
Während Pyne die Familie zwingt seine perversen Spielchen zu spielen zeigen sich bei Samantha immer mehr die Auswirkungen ihres wachsenden Tumors und des nicht zugelassenen Medikaments. Realität und Fantasie, Gegenwart und Vergangenheit werden vermischt.